# Pangasius elongatus
Pangasius elongatus är en fiskart som beskrevs av Pouyaud, Gustiano och Guy G. Teugels 2002. Pangasius elongatus ingår i släktet Pangasius och familjen Pangasiidae. IUCN kategoriserar arten globalt som otillräckligt studerad. Inga underarter finns listade i Catalogue of Life.